# Кокоа малий
Коко́а малий (Xiphorhynchus fuscus) — вид горобцеподібних птахів родини горнерових (Furnariidae). Мешкає в Південній Америці.

## Підвиди
Виділяють три підвиди:
- X. f. pintoi Longmore & Silveira, 2005 — посушливі внутріші райони північно-східної Бразилії (західна Баїя);
- X. f. tenuirostris (Lichtenstein, MHK, 1820) — східне узбережжя Бразилії (від центральної Баїї на південь до річки Ріо-Досі в штаті Еспіріту-Санту);
- X. f. fuscus (Vieillot, 1818) — південно-східна Бразилія (від південного Гоясу, східного Мінас-Жерайсу і Еспіріту-Санту на південь до Ріу-Гранді-ду-Сул), південний і південно-східний Парагвай, північно-східна Аргентина (Місьйонес).

Сеарський кокоа раніше вважався підвидом малого кокоа, однак був визнаний окремим видом через різницю в морфології, вокалізації і генетиці.

## Поширення і екологія
Малі кокоа мешкають в Бразилії, Аргентині і Парагваї. Вони живуть у вологих рівнинних і гірських атлантичних лісах, в садах, галерейних лісах і сухих тропічних лісах, та в кампо-серрадо. Зустрічаються на висоті до 1500 м над рівнем моря, переважно на висоті до 1200 м над рівнем моря. Живляться безхребетними.